# Криптосистема Окамото — Утиямы
Криптосистема Окамото — Утиямы — вероятностная криптосистема, предложенная в 1998 году Тацуаки Окамото и Сигэнори Утиямой, построена на основе логарифмической функции {\displaystyle L}, определённой над мультипликативной группой {\displaystyle \mathbb {(} {Z}/n\mathbb {Z} )^{*}}, где {\displaystyle n=p^{2}q}, а {\displaystyle p} и {\displaystyle q} являются большими простыми числами.
Например, если {\displaystyle p} — большое простое число и {\displaystyle \gamma _{p}\subset \mathbb {Z_{p^{2}}^{n}} }, такое, чтo {\displaystyle \gamma _{p}=x<p^{2}} для {\displaystyle x=1{\bmod {p}}}, то {\displaystyle \gamma _{p}} имеет структуру группы по отношению к мультипликативному модулю {\displaystyle p^{2}}. Функция {\displaystyle \log \colon \gamma _{p}\longrightarrow Z_{p}}, связывающая {\displaystyle {\frac {x-1}{p}}} с {\displaystyle x}, определена на {\displaystyle n=p^{2}q} и обладает гомоморфными свойствами, а в частности:
{\displaystyle {\forall (x,y\in \gamma _{p}}){\log(xy{\bmod {p}}^{2})=\log(x)+\log(y){\bmod {p}}}}
,
или, более общо:
{\displaystyle {\forall (g\in \gamma _{p},m\in Z_{p}}){\log(g^{m}{\bmod {p}}^{2})=m\log(g){\bmod {p}}}}

## Алгоритмизация
Генерация ключа
1. Выбираются два больших различных простых числа {\displaystyle p} и {\displaystyle q} и вычисляется {\displaystyle n=p^{2}q};
2. Выбирается число {\displaystyle g\in ({\mathbb {Z} }/n{\mathbb {Z} })^{*}} такое, что {\displaystyle {g^{p-1}\neq 1\mod p^{2}}};
3. Вычисляется {\displaystyle {h=g^{n}{\bmod {n}}}}

Таким образом, {\displaystyle (n,g,h)} — открытый ключ, {\displaystyle (p,q)} — секретный ключ.
Шифрование
Чтобы зашифровать k-битное сообщение {\displaystyle m}, где {\displaystyle {0<m<2^{k-1}}}:
1. Выбирается случайное {\displaystyle {r\in {\mathbb {Z} }/n{\mathbb {Z} }}};
2. Вычисляется шифртекст: {\displaystyle {C=g^{m}h^{r}{\bmod {n}}}}

Расшифровка
Для {\displaystyle L(x)={\frac {x-1}{p}}} расшифровка сообщения {\displaystyle C}:
{\displaystyle m={\frac {L\left(C^{p-1}{\bmod {p}}^{2}\right)}{L\left(g^{p-1}\mod p^{2}\right)}}{\bmod {p}}}.

## Свойства
Криптосистема является аддитивно гомоморфной, так как при {\displaystyle {m_{1}+m_{2}<p}} выполняется:
{\displaystyle {{\mathcal {E}}(m_{1})\cdot {\mathcal {E}}(m_{2})=(g^{m_{1}}r_{1}^{c})(g^{m_{2}}r_{2}^{c}){\bmod {n}}=g^{m_{1}+m_{2}}(r_{1}r_{2})^{c}{\bmod {=}}{\mathcal {E}}(m_{1}+m_{2})}},
где {\displaystyle {{\mathcal {E}}(m)}} является функцией шифрования от сообщения {\displaystyle m}.
Стойкость криптосистемы Окамото — Утиямы основана на сложности задачи факторизации числа {\displaystyle n} и требует {\displaystyle O(\log _{3}n)} битовых операций.

## Снижение сложности расшифровки
Возможно понизить сложность схемы до {\displaystyle O(\log _{2}n)}, для этого выбирается {\displaystyle p} через большой (160-битный) коэффициент {\displaystyle t} следующим образом: {\displaystyle {p-1=tu}} и модифицируется схему следующим образом:
1. Выбрать произвольное число {\displaystyle g<n} такое, что {\displaystyle {g_{p}=g^{(p-1)}{\bmod {p}}^{2}}}
2. Вычислить {\displaystyle {G=g^{u}{\bmod {n}}}}
3. Выбрать произвольное число {\displaystyle g^{\prime }<n} и вычислить {\displaystyle {H={g^{\prime }}^{nu}{\bmod {n}}}}

Тогда тройка значений {\displaystyle {(n,G,H)}} образует открытый ключ, а {\displaystyle {(p,q)}} — секретный ключ.
Шифрование
1. Выбрать случайным образом число {\displaystyle r<n}
2. Расшифровать {\displaystyle {(k-1)}}-битное сообщение {\displaystyle m} следующим образом: {\displaystyle {c=G^{m}H^{r}{\bmod {n}}}} .

Расшифровка
1. {\displaystyle {c^{\prime }=c^{t}{\bmod {p}}^{2}=g^{m(p-1)}g^{\prime nr(p-1)}=g_{p}^{m}{\bmod {p}}^{2}}};
2. {\displaystyle {m=\log(c^{\prime })\log(g_{p})^{-1}{\bmod {p}}}}.